# Макконнелл, Стив
Сти́вен Макко́ннелл (Steven C. McConnell; 3 сентября 1962) — американский программист, автор книг по разработке программного обеспечения. Журнал «Software Development» дважды удостоил его книги премии Jolt Excellence как лучшие книги года о разработке программного обеспечения. В 1998 году читатели этого журнала признали Стива одним из трёх наиболее влиятельных людей в отрасли разработки ПО наряду с Биллом Гейтсом и Линусом Торвальдсом.
Ему ошибочно приписывают фразу «Пишите код так, как будто поддерживать его будет склонный к насилию психопат, который знает, где вы живёте» (англ. Always code as if the guy who ends up maintaining your code will be a
violent psychopath who knows where you live). На самом деле эту фразу употребил Джон Ф. Вудс в ньюсгруппе comp.lang.c++ в 1991 году двумя годами ранее публикации книги «Code Complete».

## Карьера
В 1996 году им была создана консалтинговая фирма Construx Software, в которой он на данный момент является главным специалистом по разработке ПО и управляющим директором.
С 1996 по 1998 год был редактором колонки «Лучшие практики» в журнале IEEE Software. С 1998 по 2002 год является главным редактором IEEE Software. C 1998 года участвует в разработке проекта SWEBOK в роли ведущего эксперта.

### На английском языке
- Code Complete editions 1 (1993) ISBN 1-55615-484-4. Second edition (2004) ISBN 0-7356-1967-0
- Rapid Development (1996) ISBN 0-07-285060-4
- Software Project Survival Guide (1998) ISBN 1-57231-621-7
- After the Gold Rush (1999) ISBN 0-7356-0877-6
- Professional Software Development: Shorter Schedules, Higher Quality Products, More Successful Projects, Enhanced Careers (2004) ISBN 0-321-19367-9
- Software Estimation: Demystifying the Black Art (2006) ISBN 0-7356-0535-1

### На русском языке
- Совершенный код. Мастер-класс / Пер. с англ. — М. : Издательско-торговый дом «Русская Редакция» ; СПб.: Питер, 2005. — 896 стр.: ил. ISBN 5-7502-0064-7 ISBN 5-469-00822-3
- Остаться в живых. Руководство для менеджера программных проектов. Библиотека программиста ; СПб.: Питер, 2006. — 240 стр. ISBN 5-469-00392-2
- Профессиональная разработка программного обеспечения. СПб.: Символ-Плюс, 2006. — 240 с., ил. ISBN 5-93286-085-5
- Сколько стоит программный проект ; СПб.: Питер, 2007. — 304 стр. ISBN 978-5-91180-090-1